# Porsche 959
Porsche 959 byl supersportovní automobil, který v letech 1986 až 1989 vyráběla německá automobilka Porsche. Bylo jedním z prvních sportovních vozů, který používal pohon všech kol. Do roku 1987, kdy ho předčilo Ferrari F40, byl nejrychlejším sériově vyráběným automobilem. Sports Car International jmenoval typ 959 jako nejlepší sportovní automobil 80. let.

## Historie
Vývoj vozu začal již v roce 1981. Tehdy se vedení automobilky rozhodlo, že vyvine nový automobil pro účast v rallye. Automobilka se rozhodla pro účast ve skupině B. Ve voze měl být použit nový typ pohonu všech kol, který uměl při prudkém zrychlení přenést až 80 % výkonu na zadní kola. Původně byl ve voze použit již existující vzduchem chlazený šestiválec typu boxer s hlavami válců chlazenými vodou o objemu 2,85 litru. Tento motor dosahoval výkonu 331 kW (444 hp). Tohoto výkonu dosahoval díky dvěma turbodmychadlům. Vůz byl díky odlehčeným materiálům velice lehký. Vážil pouhých 1450 kg. Velký důraz byl kladen i na aerodynamiku.
První prototyp byl představen na autosalonu ve Frankfurtu v roce 1983. Civilní verze se představila na stejném místě o dva roky později. Byl nabízen ve dvou stupních výbavy Sport a Komfort. Do konce produkce bylo vyrobeno pouhých 337 automobilů. Z toho 37 vozů byly prototypy. Poslední vyrobený exemplář je vystaven v muzeu Porsche ve Stuttgartu. V letech 1992 až 1993 vyrobila automobilka ještě limitovanou sérii osmi vozů ve stříbrné a červené barvě.

## V závodech

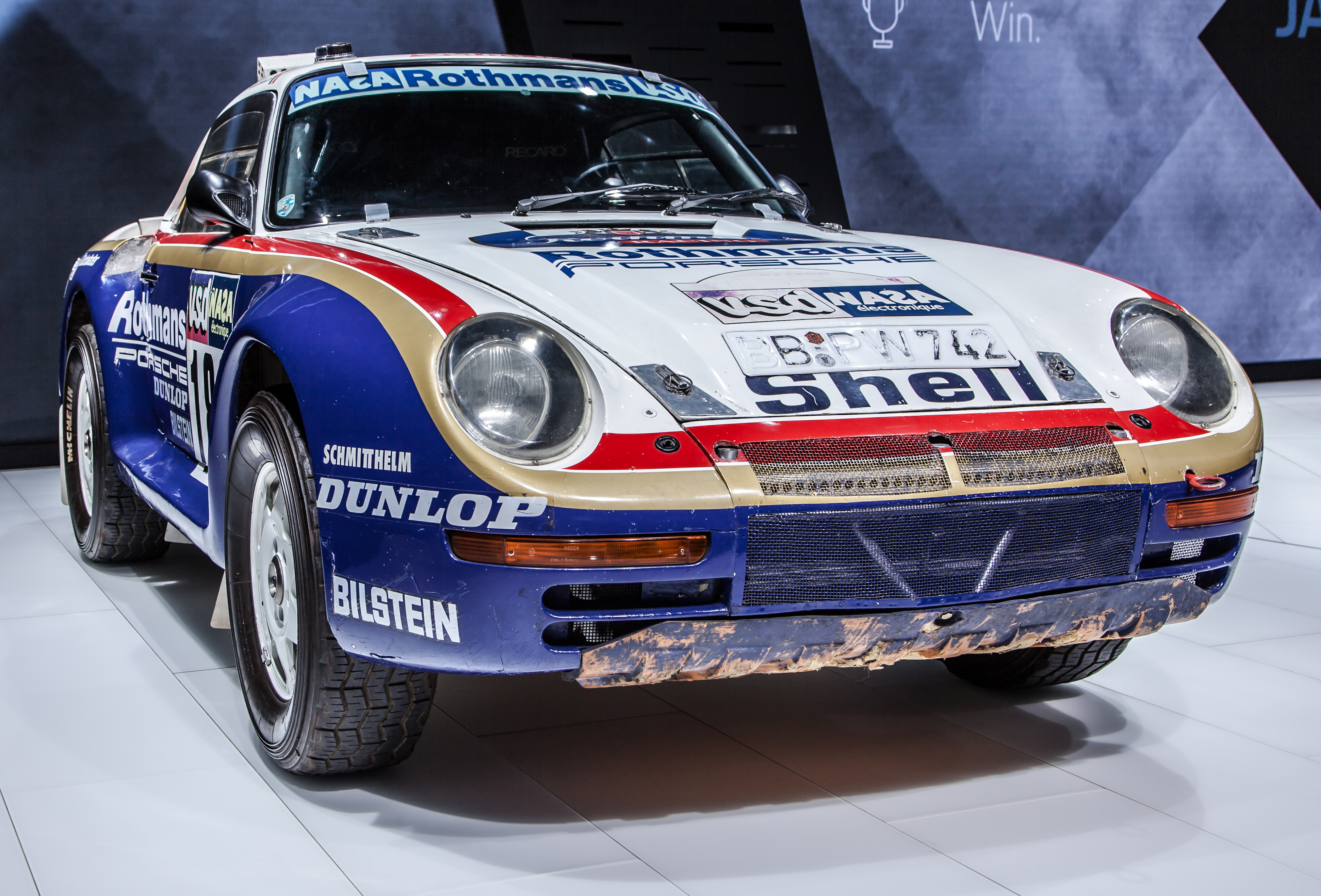
Verze pro Dakar

V roce 1985 se tři vozy zúčastnily soutěže Dakar. Hlavním favoritem měl být jezdec Jacky Ickx. Ovšem ani jeden z vozů nedorazil do cíle. O rok později již ale vozy dojely na prvním a druhém místě. Pro původní účel, závody ve skupině B, však tyto vozy nebyly nikdy plně nasazeny. Náklady na účast ve všech podnicích šampionátu byly vysoké a navíc došlo k předčasnému zrušení skupiny.
Odvozený vůz Porsche 961 se v roce 1986 zúčastnil závodu 24 hodin Le Mans, kde vyhrál ve své kategorii. Tento vůz řídili René Metge a Claude Ballot-Léna. Celkově skončili na sedmé pozici.